# Macroglossum obscura
Macroglossum obscura är en fjärilsart som beskrevs av Butler 1875. Macroglossum obscura ingår i släktet Macroglossum och familjen svärmare. Inga underarter finns listade i Catalogue of Life.